# Conde do Cabo de Santa Maria
O título de Conde do Cabo de Santa Maria foi criado por decreto de 3 de Abril de 1905 do rei D. Carlos I de Portugal a favor de Francisco Augusto da Silveira e Almeida, 1.º conde do Cabo de Santa Maria.